# 素元
数学、特に抽象代数学において、可換環の素元（英: prime element）は整数における素数や既約多項式と似たある性質を満たす対象である。素元と既約元を区別するよう注意しなければならない。既約元はUFDにおいては素元と同じ概念であるが、一般には異なる。

## 定義
可換環 R の元 p は次の性質を満たすとき素元であると言う。p は 0 でも単元でもなく、R のある元 a と b に対して p が ab を割り切るときにはいつでも、p が a を割り切るか p が b を割り切る。同じことだが、元 p が素元であることと p によって生成される単項イデアル (p) が 0 でない素イデアルであることは同値である。
素元に対する関心は算術の基本定理から来る。これはすべての 0 でない整数は本質的にはただ1つの方法で 1 か -1 に正の素数をいくつか掛けたものとして書くことができるというものである。これは一意分解整域の研究を導いた。これはたった今整数に対して述べたことを一般化したものである。
素元であるかどうかは元をどの環に属していると考えるかによって異なる。例えば 2 は Z において素元だが、ガウスの整数環 Z[i] においては素元ではない。2 = (1 + i)(1 − i) であって 2 は右辺のどの因子も割り切らないからだ。

## 素イデアルとの関係
（単位元をもつ）環 R のイデアル I は、その剰余環 R/I が整域であるときに素イデアルである。
0でない単項イデアルが素イデアルであることとそれがある1つの素元で生成されることは同値である。

## 既約元
素元を既約元と混同してはならない。整域において、すべての素元は既約元であるが、逆は一般には正しくない。しかしながら、一意分解整域においては、あるいはより一般にGCD整域においては、素元と既約元は同じものである。

## 例
以下は環の素元の例である。
- 有理整数環 Z において整数 ±2, ±3, ±5, ±7, ±11, ...
- ガウス整数環 Z[i] において複素数 (1 + i), 19, そして (2 + 3i)
- Z 上の多項式環 Z[x] において多項式 x2 − 2 と x2 + 1